# 第二次彰德戰鬥
彰德戰鬥發生於1927年10月1日－11月17日，交戰地點則是在中國豫北一帶（今安阳城区及安阳县），是國民革命軍北伐戰爭的戰鬥之一。彰德戰鬥的交戰雙方，一方為國民革命軍，另一方為北洋政府所轄軍隊。

## 參看
- 中華民國北洋政府時期內戰戰鬥列表